# Nenad Stojković
Nenad Stojković (Široko, 26 maggio 1956) è un ex calciatore jugoslavo, di ruolo difensore.

## Carriera
Con la Nazionale jugoslava ha preso parte ai Mondiali 1982. Fu inoltre tra i convocati della Selezione Europea nella gara ufficiale della nazionale italiana del 25 febbraio 1981 allo Stadio Olimpico di Roma, il 383º incontro disputato dagli azzurri, organizzata per raccogliere fondi per le vittime del terremoto dell'Irpinia: la gara si concluse con la vittoria per 3-0 della Selezione Europea e vi giocò l'intera gara.

## Palmarès

### Club

#### Competizioni nazionali
- Campionato jugoslavo: 3

Partizan: 1975-1976, 1977-1978, 1982-1983
- Coppa di Francia: 1

Monaco: 1984-1985
- Supercoppa francese: 1

Monaco: 1985
- Campionato francese di seconda divisione: 1

Montpellier: 1986-1987

#### Competizioni internazionali
- Coppa Mitropa: 1

Patizan:1977-1978
- Coppa delle Alpi: 1

Monaco: 1984

### Nazionale
- Campionato d'Europa Under-21: 1

1978

### Individuale
- Calciatore jugoslavo dell'anno: 1

1978